# Altitude et vitesse (aéronautique)
 (août 2023).
L'altitude et la vitesse en aéronautique sont définies à partir des instruments barométrique et anémobarométrique disponible à bord des avions. L'altitude est mésuré à partir de la pression atmosphèrique, soit en prenant comme référence la pression de l'aérodrome ou le modèle d'atmosphère standard (ou ISA pour International Standard Atmosphere). La vitesse d'un avion est mesuré par rapport au flux d'air, on parle de vitesse air ou par rapport au sol, on parle alors de vitesse sol.

## Altitudes

### Préambule
La densité du trafic aérien ayant conduit à définir des règles où l'altitude d'un aéronef est devenu un des paramètres essentiel à connaître, il a fallu réaliser un appareil permettant une mesure directe de distance avec la précision requise par les règles de la circulation aérienne. En dehors de certains équipements permettant de mesurer une distance verticale et équipant seulement certains types d'aéronefs le choix s'est orienté vers la mesure directe d'un paramètre physique disponible autour de l'avion : la pression atmosphérique.

### Unités de pression
Dans le Système international, l'unité de pression est le pascal qui correspond à une force de 1 newton appliquée sur une surface de 1 mètre carré. L'équivalent de la pression atmosphérique, soit environ 10 newtons par centimètre carré, correspond alors à une pression de 100 000 Pa. En aéronautique, on utilise un multiple du pascal correspondant à 100 Pa (100 pascals) et que l'on nomme l'hectopascal (symbole : hPa).
La pression atmosphérique au niveau de la mer est alors égale à environ 1 000 hPa. La correspondance avec le millibar (mbar) est directe : 1 mbar = 1 hPa. Depuis le 1er janvier 1986 on n'utilise plus le millibar en aéronautique mais l'hectopascal.
L'unité millimètre de mercure (mmHg) utilisée depuis 1643 et son équivalent anglo-saxon le pouce de mercure (inHg) ont avec l'hectopascal les correspondances suivantes :
1 000 hPa = 750 mmHg = 29,54 inHg

### Variation de la pression

#### Avec l'altitude
Si on s'élève dans l'atmosphère, la pression diminue. Ainsi :
- au niveau de la mer et jusqu'à environ 2 000 ft (610 m) une baisse de 1 hPa correspond à une élévation d'environ 8,50 m ou 28 ft,
- vers 3 300 ft (1 006 m) cette variation est de l'ordre de 30 ft hPa−1
- à 10 000 ft (3 048 m) elle est de 37 ft hPa−1
- à 30 000 ft (9 144 m) elle devient égale à 81 ft hPa−1.

#### Variations de pression
En un même lieu, la pression atmosphérique peut varier dans la journée avec une faible amplitude (±1 hPa) et de manière périodique sans changement significatif de la météorologie locale.
Elle peut également subir des variations irrégulières et de forte amplitude (±10 hPa) généralement accompagnées d'un changement de la météorologie locale, comme des passages pluvieux.
Ainsi, si la pression atmosphérique subit des variations importantes en un lieu donné, il semble difficile voire impossible de vouloir lier l'altitude et la pression atmosphérique.

#### Concept d'atmosphère normalisée
C'est pourtant possible à partir du concept d'atmosphère-type (Atmosphère normalisée) ou ISA qui définit une valeur de pression et de température au niveau de la mer associées à une convention de décroissance de la température en fonction de l'altitude. Les lois de la physique appliquée avec ces critères donnent la loi de décroissance de la pression atmosphérique, appelée loi de Laplace, en fonction de l'altitude. A une altitude donnée correspond alors une pression atmosphérique.
Cette relation entre l'altitude et la pression, en atmosphère-type (Atmosphère normalisée) ou ISA, permet de définir le concept d'altitude-pression qui associe à une mesure de pression en atmosphère réelle une altitude en atmosphère-type.
Le taux d'accroissement de l'altitude en fonction de la pression qui n'est pas constante en atmosphère-type comme en atmosphère réelle, il vaut 27,31 ft au niveau de la mer et varie rapidement avec l'altitude, n'a pu être pris en compte que très récemment par les altimètres modernes possédant des centrales anémo-barométriques capables de calculs numériques. Les altimètres anéroïdes classiques (mécaniques) ont un taux d'accroissement constant de 27,31 ft par hPa sur toute leur plage d'affichage.
Cette linéarité du taux d'accroissement de « l'altitude affichée » en fonction de la « pression mesurée » va limiter la plage de décalage de l'échelle d'altitude entre des valeurs proches de 1 013,25 hPa. Afin de rendre l'erreur d'altitude négligeable ces valeurs s'étendent généralement entre 950 hPa et 1050 hPa ce qui correspond à une variation d'altitude en atmosphère-type de -1000 ft à +1800 ft.
La coexistence d'altimètres classiques à taux d'accroissement constant et d'altimètres modernes prenant en compte le taux d'accroissement réel de l'altitude en fonction de la pression ne pose pas de problème de sécurité quand ils sont tous réglés sur 1 013,25 hPa dans le cadre des vols en croisière ou le niveau de vol est requis.

### Mesure de l'altitude
L'exploitation de la mesure de la pression atmosphérique en un lieu, associée ou non à la mesure de la température de l'air ambiant en ce même lieu, conduit à la définition de l'altitude barométrique (ou altitude-pression) et de l'altitude densité.

#### Altitude barométrique
L'altitude barométrique (ou altitude-pression) est l'altitude déduite en ne prenant que la pression statique entourant l'aéronef comme paramètre.
Dans la troposphère, entre 0 et 11 km d'altitude, l'altitude barométrique peut être donnée par la formule suivante :
- {\displaystyle Z} est l'altitude barométrique ;
- {\displaystyle P_{S}} est la pression statique ;
- Les autres paramètres sont décrits dans la section Paramètres d'élaboration.

Si on est en atmosphère standard, l'altitude-pression est égale à l'altitude géopotentielle.
Si on considère que {\displaystyle P_{S}} est exprimée en « hPa » et {\displaystyle Z} est exprimée en « ft », la formule approchée est :

#### Altitude densité
L'altitude densité est l'altitude d'un lieu pour laquelle la densité réelle serait égale à la densité théorique en atmosphère standard (ce qui n'est jamais le cas dans le monde réel). Cette notion a une grande importance car elle explique une grande partie des variations de performances des avions à motopropulseurs et à turbopropulseurs.
La densité de l'air en un lieu est le rapport de la masse volumique en ce lieu à sa masse volumique en atmosphère-type au niveau de la mer. Ce rapport peut être exprimé en fonction de la pression et de la température statique en appliquant l'équation d'état des gaz parfaits au niveau de la mer en atmosphère-type et au lieu considéré en atmosphère réelle afin d'éliminer {\displaystyle R_{S}=287,053\,\mathrm {J\cdot K^{-1}\cdot kg^{-1}} }.
Dans la troposphère, entre 0 et 11 km d'altitude, l'altitude densité peut être donnée par la formule suivante :
- {\displaystyle DA} est l'altitude densité ;
- {\displaystyle P_{S}} est la pression statique ;
- {\displaystyle T_{S}} est la température statique ;
- Les autres paramètres sont décrits dans la section Paramètres d'élaboration.

Si on considère que {\displaystyle P_{S}} est exprimée en « hPa », {\displaystyle T_{S}} est exprimée en « °C » et {\displaystyle DA} est exprimée en « ft », la formule approchée est :

#### Principe de l'altimétrie
La pression atmosphérique mesurée par un altimètre à capsules anéroïdes est convertie en altitude selon la loi de décroissance de la pression en fonction de l'altitude utilisée en atmosphère-type. La pression au niveau de la mer prise à la verticale du lieu où se situe l'altimètre étant rarement égale à 1 013,25 hPa cela peut induire un écart significatif entre l'altitude indiquée par l'altimètre et l'altitude réelle.
La méthode choisie consiste à recaler l'échelle d'altitude de l'altimètre en fonction de la pression réellement observée en des lieux dont l'altitude est connue. Le principe utilisé consiste à rendre mobile l'échelle des altitudes par rapport à l'échelle des pressions.

#### Calages altimétriques
Suivant les conditions de vol, il est possible de caler un altimètre pour qu'il indique :
- une hauteur ;
- une altitude ;
- un niveau de vol.

Le calage indiquant une hauteur, appelé QFE, n'est plus utilisé que dans l'environnement du circuit d'aérodrome pour les procédures d'approche et d'atterrissage où certaines hauteurs doivent être respectées dans les différentes phases du vol.
Le calage indiquant une altitude par rapport au niveau de la mer à la verticale du lieu où se trouve l'avion est appelé QNH. Il est utilisé en croisière dans les basses couches pour franchir des obstacles et peut aussi être utilisé en lieu et place du QFE dans les procédures d'approche et d'atterrissage, surtout en montagne.
Le calage indiquant un niveau de vol fait référence à la surface invisible où règne la pression de 1 013,25 hPa. Ce calage n'a aucun rapport direct avec les obstacles au sol mais permet à des aéronefs volant à des altitudes indiquées différentes de rester avec le même écart d'altitude en se croisant.
On appelle « niveau de vol » le nombre exprimant en centaines de ft l'indication d'un altimètre calé sur 1 013,25 hPa. Si un altimètre calé sur 1 013,25 hPa indique 6 000 ft, cela signifie que l'avion vole au « niveau 60 ».

#### Les erreurs altimétriques
La mesure d'altitude est entachée par deux types d'erreur inhérentes, l'une à la méthode de mesure par baromètre anéroïde et l'autre au principe de correspondance entre pression et altitude.
- La première, appelée « erreur instrumentale » est due au fait que le baromètre anéroïde est un appareil ni précis, ni fidèle.
- La deuxième est due au fait que le profil de température de l'atmosphère réelle est rarement, voire jamais, identique à celui de l' « atmosphère standard » qui sert à établir la correspondance entre la pression réelle et l'altitude théorique correspondante.

Le premier type d'erreur peut être dans une certaine mesure détecté par une comparaison entre l'altitude indiquée et une altitude connue (altitude topologique d'un aérodrome indiquée sur cartes VAC) et corrigé par étalonnage si écart supérieur à ±3 hPa.
Le deuxième type d'erreur peut avoir pour cause directe :
- la température : si la température mesurée est plus basse que la température standard alors l'altitude réelle est plus faible que l'altitude indiquée, et inversement (plus chaud, plus haut ; plus froid, plus bas) ;

- la pression : en croisière, une diminution de pression au niveau de la mer induit une altitude réelle plus basse que l'altitude indiquée et inversement.

## Vitesses
En aéronautique (et en aérodynamique en général), plusieurs types de vitesses peuvent être employées :
- vitesse indiquée, notée Vi (en anglais IAS, pour Indicated Air Speed, ou KIAS lorsque la valeur est donnée en nœuds pour Knot Indicated Air Speed) ;
- vitesse conventionnelle ou vitesse corrigée, notée Vc (en anglais CAS pour Calibrated Air Speed ou KCAS pour Knot Calibrated Air Speed) ;
- vitesse air, ou vitesse vraie, notée TAS pour True Air Speed (en anglais ou KTAS pour Knot True Air Speed) ;
- vitesse propre, notée Vp, c'est la composante horizontale de la vitesse vraie ;
- équivalent vitesse ou vitesse équivalente, notée EV (en anglais EAS pour Equivalent Air Speed ou KEAS pour Knot Equivalent Air Speed) ;
- vitesse sol, notée Vs (en anglais GS pour Ground Speed).

La distinction entre ces différentes vitesses permet de prendre en compte les erreurs de mesures des instruments anémobarométriques, ainsi que la compressibilité de l'air par exemple. En règle générale, les pilotes ou les pilotes automatiques utilisent la vitesse corrigée afin de piloter l'avion jusqu'à l'altitude de transition où l'on contrôle la vitesse en nombre de Mach.

### Vitesse indiquée ou Vi ou IAS
Pour les articles homonymes, voir IAS.
C'est la vitesse indiquée par l'instrument de mesure anémobarométrique d'un aéronef (voir tube de Pitot et badin), corrigée des effets de la compressibilité en conditions atmosphériques standard au niveau de la mer, non corrigée des erreurs du circuit anémobarométrique.
La Vi est égale à la Vc aux erreurs anémométriques près. Ces erreurs proviennent principalement de la mesure de pression statique, l'écoulement de l'air autour de l'aéronef perturbant toujours cette mesure.

### Vitesse conventionnelle ou Vc ou CAS
C'est la vitesse indiquée d'un aéronef, corrigée des erreurs de position et d'instrument. La vitesse conventionnelle est égale à la vitesse vraie, en conditions atmosphériques standard, au niveau de la mer.
Elle permet d'approcher au mieux l'équivalent de vitesse à partir du différentiel de pression {\displaystyle {\Delta P}}.
Pour des vitesses subsoniques, la vitesse peut être donnée par la formule suivante :
- {\displaystyle V_{c}} est la vitesse conventionnelle ;
- {\displaystyle \Delta P=P_{T}-P_{S}} est la pression dynamique égale à la différence entre la pression totale et la pression statique ;
- Les autres paramètres sont décrits dans la section Paramètres d'élaboration.

### Équivalent de vitesse ou EV ou EAS
C'est la vitesse d'un aéronef, corrigée des effets de la compressibilité à l'altitude donnée.
- {\displaystyle EV} est l'équivalent de vitesse
- {\displaystyle V_{V}} est la vitesse vraie
- {\displaystyle \sigma } est la densité de l'air
- {\displaystyle \rho } est la masse volumique de l'air

Elle peut également être définie à partir de la pression dynamique {\displaystyle \Delta P} :

L'équivalent de vitesse est égal à la vitesse corrigée en conditions atmosphériques standard au niveau de la mer.
Pour des vitesses subsoniques, l'équivalent de vitesse peut être donnée par la formule suivante :
- {\displaystyle P_{S}} est la pression statique ;
- {\displaystyle \Delta P=P_{T}-P_{S}} est la pression dynamique égale à la différence entre la pression totale et la pression statique ;
- {\displaystyle Ma} est le Mach ;
- les autres paramètres sont décrits dans la section Paramètres d'élaboration.

### Vitesse vraie ou Vv ou TAS
C'est la vitesse d'un aéronef par rapport à l'air.
Pour des vitesses subsoniques, la vitesse peut être donnée par la formule suivante :
- {\displaystyle V_{V}} est la vitesse vraie ;
- {\displaystyle P_{S}} est la pression statique ;
- {\displaystyle T_{S}} est la température statique ;
- {\displaystyle \Delta P=P_{T}-P_{S}} est la pression dynamique égale à la différence entre la pression totale et la pression statique ;
- {\displaystyle Ma} est le Mach ;
- les autres paramètres sont décrits dans la section Paramètres d'élaboration.

Toujours en subsonique, la relation entre vitesse vraie et vitesse conventionnelle peut s'écrire :
Par ailleurs, il existe une autre formule liant la Vv à l'EV :
- {\displaystyle EV} est la vitesse équivalente ;
- {\displaystyle \rho } est la masse volumique de l'air.

### Vitesse propre ou Vp
C'est la composante horizontale de la vitesse vraie.

### Vitesse sol ou Vs ou GS
La vitesse de déplacement de l'aéronef au-dessus du sol se déduit de l'information de vitesse propre (composante horizontale de la vitesse air) et du vent régnant.
La vitesse sol peut aussi être calculée à l'aide d'un radar utilisant l'effet Doppler, par exemple au-dessus de la mer (en connaissant la taille des vagues) ou sur hélicoptère à très basse vitesse et en vol stationnaire, lorsque le tube de Pitot est inutilisable parce que noyé dans le flux du rotor principal.
La vitesse sol peut également être obtenue à l'aide d'une centrale à inertie.
Enfin, c'est de plus en plus le récepteur GPS qui fournit l'information GS, au moins pour la phase EnRoute. Pour la phase d'approche de précision, il est nécessaire d'utiliser un récepteur SBAS (WAAS, EGNOS, MSAS...)

### Vitesse du vent
La vitesse du vent peut être déduite par la soustraction des vecteurs portant la vitesse air (ayant pour direction le cap) par celui portant la vitesse sol (ayant pour direction la route).
On peut écrire la relation entre le vent, la vitesse sol et la vitesse air de plusieurs manières. Par exemple :
- {\displaystyle V_{p}} est la vitesse propre ;
- {\displaystyle GS} est la vitesse sol ;
- {\displaystyle W_{S}} est la vitesse du vent ;
- {\displaystyle W_{D}} est la direction d'où vient le vent ;
- {\displaystyle HDG} est le cap ;
- {\displaystyle TRK} est la route.

NB : pour être valides, ces formules nécessitent un angle de dérapage nul. Un angle de dérapage non nul nécessitera une correction.
De façon pratique, la valeur absolue de la correction de cap à adopter en vol est égale à la composante travers du vent (en kt), multipliée par le facteur de base.

### Mach ou Ma
Le nombre de Mach est défini comme le rapport entre la vitesse de l'air et la célérité du son dans l'air :
- {\displaystyle Ma} est le Mach ;
- {\displaystyle V_{p}} est la vitesse propre ;
- {\displaystyle a} est la célérité du son, à la température considérée.

Pour des vitesses subsoniques, le Mach peut être donné par la formule suivante :
- {\displaystyle P_{S}} est la pression statique ;
- {\displaystyle \Delta P=P_{T}-P_{S}} est la pression dynamique égale à la différence entre la pression totale et la pression statique ;
- Les autres paramètres sont décrits dans la section Paramètres d'élaboration.

En supersonique, le nombre de Mach peut être déduit des mesures des instruments baro-anémométriques à l'aide de la loi de Lord Rayleigh :

Le Machmètre est l'instrument qui affiche la valeur du nombre de Mach à partir de la mesure de {\displaystyle {\frac {\Delta P}{P_{S}}}}.

### Records de vitesse
Le tableau ci-dessous récapitule les exploits des pionniers de l'aviation, du premier record établi par Alberto Santos-Dumont au passage des 1 000 km/h par le colonel Boyd :
| Dates             | Pilotes                   | Avion                       | Moteur                               | Lieux               | Vitesse        |
| ----------------- | ------------------------- | --------------------------- | ------------------------------------ | ------------------- | -------------- |
| 12 novembre 1906  | Alberto Santos-Dumont     | Santos-Dumont               | Antoinette                           | Bagatelle           | 41,292 km/h    |
| 26 octobre 1907   | Henri Farman              | Voisin                      | Antoinette                           | Issy-les-Moulineaux | 52,700 km/h    |
| 20 mai 1909       | Paul Tissandier           | Wright                      | Wright                               | Pau                 | 54,810 km/h    |
| 28 août 1909      | Louis Blériot             | Blériot                     | E.N.V                                | Reims               | 76,995 km/h    |
| 23 avril 1910     | Hubert Latham             | Antoinette                  | Antoinette                           | Nice                | 77,579 km/h    |
| 10 juillet 1910   | Morane                    | Blériot                     | Gnome                                | Reims               | 106,508 km/h   |
| 12 avril 1910     | Leblanc                   | Blériot                     | Gnome                                | Pau                 | 111,801 km/h   |
| 11 mai 1911       | Nieuport                  | Nieuport                    | Nieuport                             | Châlons             | 133,136 km/h   |
| 13 janvier 1912   | Jules Védrines            | Deperdussin                 | Gnome                                | Pau                 | 145,161 km/h   |
| 22 février 1912   | Védrines                  | Deperdussin                 | Gnome                                | Pau                 | 161,290 km/h   |
| 29 février 1912   | Védrines                  | Deperdussin                 | Gnome                                | Pau                 | 162,454 km/h   |
| 1er mars 1912     | Védrines                  | Deperdussin                 | Gnome                                | Pau                 | 166,821 km/h   |
| 2 mars 1912       | Védrines                  | Deperdussin                 | Gnome                                | ?                   | 167,910 km/h   |
| 13 juillet 1912   | Védrines                  | Deperdussin                 | Gnome                                | Reims               | 170,777 km/h   |
| 9 septembre 1912  | Védrines                  | Deperdussin                 | Gnome                                | Chicago             | 174,100 km/h   |
| 27 septembre 1913 | Maurice Prévost           | Deperdussin                 | Gnome                                | Reims               | 191,897 km/h   |
| 29 septembre 1913 | Maurice Prévost           | Deperdussin                 | Gnome                                | Reims               | 203,850 km/h   |
| 7 février 1920    | Joseph Sadi-Lecointe      | Nieuport-Delage             | Hispano-Suiza                        | Villacoublay        | 275,264 km/h   |
| 28 février 1920   | Jean Casali               | Spad-Herbemont              | Hispano-Suiza                        | Villacoublay        | 283,464 km/h   |
| 9 octobre 1920    | Bernard Barny de Romanet  | Spad-Herbemont              | Hispano-Suiza                        | Buc                 | 292,682 km/h   |
| 10 octobre 1920   | Sadi-Lecointe             | Nieuport-Delage             | Hispano-Suiza                        | Buc                 | 296,694 km/h   |
| 20 octobre 1920   | Sadi-Lecointe             | Nieuport-Delage             | Hispano-Suiza                        | Villacoublay        | 302,520 km/h   |
| 4 novembre 1920   | De Romanet                | Spad-Herbemont              | Hispano-Suiza                        | Buc                 | 309,012 km/h   |
| 26 septembre 1921 | Sadi-Lecointe             | Nieuport-Delage             | Hispano-Suiza                        | Villesauvage        | 330,275 km/h   |
| 21 septembre 1922 | Sadi-Lecointe             | Nieuport-Delage             | Hispano-Suiza                        | Villesauvage        | 341,023 km/h   |
| 13 octobre 1922   | Gal. B. G. Mitchell       | Curtiss                     | Curtiss                              | Détroit             | 358,836 km/h   |
| 15 février 1923   | Sadi-Lecointe             | Nieuport-Delage             | Hispano-Suiza                        | Istres              | 375,000 km/h   |
| 29 mars 1923      | Lt. R. L. Maughan         | Curtiss                     | Curtiss                              | Dayton              | 380,751 km/h   |
| 2 novembre 1923   | Lt. Brow                  | Curtiss-Racer               | Curtiss                              | Minéola             | 417,059 km/h   |
| 4 novembre 1923   | Lt. Williams              | Curtiss-Racer               | Curtiss                              | Minéola             | 429,025 km/h   |
| 11 décembre 1924  | Adjudant Florentin Bonnet | Bernard SIMB V-2            | Hispano-Suiza                        | Istres              | 448,171 km/h   |
| 3 septembre 1932  | Maj. J. H. Doolittle      | Gee-Bee                     | Pratt & Whitney-Cleveland            | Minéola             | 473,820 km/h   |
| 4 septembre 1933  | James R. Wedell           | Wedell-Williams             | Pratt & Withney-Wasp                 | Chicago             | 490,080 km/h   |
| 25 décembre 1934  | Delmotte                  | Caudron                     | Renault                              | Istres              | 505,848 km/h   |
| 13 septembre 1935 | Howard Hughes             | Hughes Spécial              | Pratt & Withney Twin Wasp Santa-Anna | Minéola             | 567,115 km/h   |
| 11 novembre 1937  | Herman Wurster            | BF 113 R.                   | Daimler Benz                         | Augsburg            | 610,950 km/h   |
| 30 mars 1939      | Hans Dieterle             | Heinkel 112                 | Daimler-Benz DB 601                  | Orianenburg         | 746,604 km/h   |
| 26 avril 1939     | Fritz Wendel              | Messerschmitt Me 209        | Daimler-Benz DB 601                  | Augsbourg           | 755,138 km/h   |
| 7 novembre 1945   | H. J; Wilson              | Gloster-Meteor              | Rolls-Royce-Derwent                  | Herne-Bay           | 975,675 km/h   |
| 7 septembre 1946  | E. M. Donaldson           | Gloster Meteor              | Rolls-Royce-Derwent                  | Settle-Hampton      | 991,000 km/h   |
| 21 juin 1947      | Cl. A. Boyd               | Lockheed P-80 Shooting Star | General Electric                     | Muroc               | 1 003,880 km/h |

## Températures

### Température totale ou d'impact ou Ti
La température totale est la température mesurée par une sonde qui arrête l'écoulement de façon isentropique. Elle est égale à :
- {\displaystyle T_{i}} est la température d'impact,
- {\displaystyle T_{s}} est la température statique,
- {\displaystyle Ma} est le Mach.

### Température statique ou ambiante ou Ts
La température statique ou ambiante est la température de l'air entourant l'aéronef, en l'absence de toute perturbation liée à l'écoulement de l'air.
Elle est appelée également SAT (Static Air Temperature) ou OAT (Outside Air Temperature).
En subsonique, la température statique peut être donnée par la formule suivante :
- {\displaystyle T_{s}} est la température statique,
- {\displaystyle T_{i}} est la température totale,
- {\displaystyle P_{S}} est la pression statique,
- {\displaystyle \Delta P=P_{T}-P_{S}} est la pression dynamique égale à la différence entre la pression totale et la pression statique,
- Les autres paramètres sont décrits dans la section Paramètres d'élaboration.

En atmosphère standard, dans la troposphère, la température statique est égale à :
- {\displaystyle T_{s}} est la température statique,
- {\displaystyle H} est l'altitude géopotentielle,
- Les autres paramètres sont décrits dans la section Paramètres d'élaboration.

## Paramètres d'élaboration
En aéronautique, l'Organisation de l'aviation civile internationale a défini un certain nombre de paramètres normalisés notamment pour les paramètres au niveau de la mer.
Ainsi, on considère qu'au niveau de la mer :
- la pression est P0 = 1 013,25 hPa,
- la température est T0 = 15 °C = 288,15 K,
- la densité de l'air est ρ0 = 1,225 kg/m3 = 35,537 64 g/ft3,
- la pesanteur est g0 = 9,807 m/s2 = 32,174 ft/s2,
- la vitesse du son est a0 = 1 225,059 68 km/h = 340,294 36 m/s = 661,479 31 kt,
- l'humidité est h0 = 0 %.

Dans la troposphère :
- le gradient thermique adiabatique est constant et vaut δT = −6,5 °C/km = −0,001 981 2 K/ft.

D'autres paramètres sont utilisés :
- la constante universelle des gaz parfaits dont la valeur est R = 8,314 472 J K−1 mol−1,
- la constante spécifique de l'air dont la valeur est RS = 287,053 J K−1 kg−1,
- la masse molaire de l'air dont la valeur est M = 0,028 95 kg/mol,
- le coefficient adiabatique de l'air dont la valeur est γ = 1,4.